# Marmosops invictus
Marmosops invictus is een zoogdier uit de familie uit de Opossums (Didelphidae). Dit buideldier komt voor in Panama.
Marmosops invictus heeft een lichaamslengte 10.5 tot 11.5 cm met een staart van 12.5 tot 14.5 cm lang. Deze soort leeft in regenwouden tussen de 500 en 1300 meter hoogte en van Marmosops invictus zijn drie populaties bekend: in de provincie Chiriquí en de regio's Chagres en Darién. Marmosops invictus is een nachtactief dier dat overwegend op de bosbodem leeft en zich voedt met planten en insecten.